# Andrėj Zaleski
Andrėj Ivanavič Zaleski (in bielorusso Андрэй Іванавіч Залескі?; Navahrudak, 20 gennaio 1991) è un calciatore bielorusso, difensore dell'Islač.

## Carriera

### Club
Ha giocato nella prima divisione dei campionati bielorusso e kazako.

### Nazionale
Ha giocato nelle nazionali giovanili bielorusse Under-19 ed Under-21.

## Palmarès

### Club

#### Competizioni nazionali
- Supercoppa di Bielorussia: 1

Dinamo Brėst: 2018
- Coppa di Bielorussia: 1

Dinamo Brėst: 2017-2018